# Подолие
Подолие (на украински: Поділля) e историко-географска област в югозападната част на Украйна.
Най-големите градове на Подолието са Виница и Хмелницки (старо име Проскуров) на изток и Каменец-Подолски на запад. През територията на областта преминават реките Збруч, Южен Буг и Днестър. Подолието е предимно селскостопански район, има равнинен, по-скоро хълмист ландшафт и каньонообразни речни долини.

## История
През Средните векове Подолието е част от Киевска Рус и Галицко-Волинското княжество. След отблъскването на монголското нашествие областта е завладяна от Полша, в състава на която се намира до 1672 г., когато с мирния договор от Бучач е предаден на Османската империя и става пашалък. В 1699 турците са прогонени.
След разделянето на Полша част от Подолието на запад от река Збруч е присъединена към Австрийската империя, а източната към Руската империя, в която е организирана в Подолска губерния. След края на Съветско-полската война през 1920 Подолието отново става част от Полша. През 1939 областта е присъединена към Украинската ССР. Между 1941 и 1944 Подолието е под нацистка окупация, по времето на която подолските градове претърпяват силни разрушения.
Днес на територията на Подолието са разположени Виницка, Тернополска и Хмелницка област.